# Meiacanthus solomon
Meiacanthus solomon là một loài cá biển thuộc chi Meiacanthus trong họ Cá mào gà. Loài này được mô tả lần đầu tiên vào năm 2019.

## Từ nguyên
Từ định danh solomon được đặt theo tên gọi của quần đảo Solomon, nơi mà mẫu định danh của loài cá này được thu thập.

## Phân bố và môi trường sống
M. solomon hiện chỉ được biết đến ở quần đảo Solomon, được tìm thấy trên các rạn san hô ở độ sâu khoảng 60–65 m.

## Mô tả
Chiều dài chuẩn lớn nhất được ghi nhận ở M. solomon là gần 3 cm. Loài này có màu xám trắng. Sọc nâu sẫm đến đen ở bên lườn kéo dài từ mõm, băng qua mắt đến cuống đuôi, sọc tương tự dọc theo lưng. Gốc vây lưng có một sọc đen bắt đầu từ gai thứ tư, thuôn nhọn dần về cuống đuôi, phía trên là một sọc trắng, một vệt đen ở phần gai (phía trên sọc trắng). Phần còn lại của vây lưng và vây hậu môn phớt vàng, vây đuôi nhạt màu.
Số gai vây lưng: 4; Số tia vây lưng: 25; Số gai vây hậu môn: 2; Số tia vây hậu môn: 13; Số tia vây ngực: 14.